# هنري باركس رايت
هنري باركس رايت (بالإنجليزية: Henry Parks Wright)‏ هو عالم لغوي كلاسيكي وأستاذ جامعي أمريكي، ولد في 30 نوفمبر 1839 في Winchester, New Hampshire ‏ في الولايات المتحدة، وتوفي في 17 مارس 1918 في نيو هيفن في الولايات المتحدة.